# جيسوس غارسيا (كاهن كاثوليكي)
جيسوس غارسيا (بالإسبانية: Jesús García Burillo )‏ (و. 1942  م) هو كاهن كاثوليكي إسباني، ولد في ألفامين.

## مناصب
تولى منصب أسقف كاثوليكي (منذ 19 سبتمبر 1998)
- أسقف أبرشية [الإنجليزية]‏
- أسقف مساعد  [لغات أخرى]‏
- Roman Catholic Bishop of Ávila  [لغات أخرى]‏
- أسقف من غير أبرشية [الإنجليزية]‏

.

## التعليم
تعلم في الجامعة البابوية في كومايلاس ‏
.